# St. Johannes der Täufer (Mościsko)

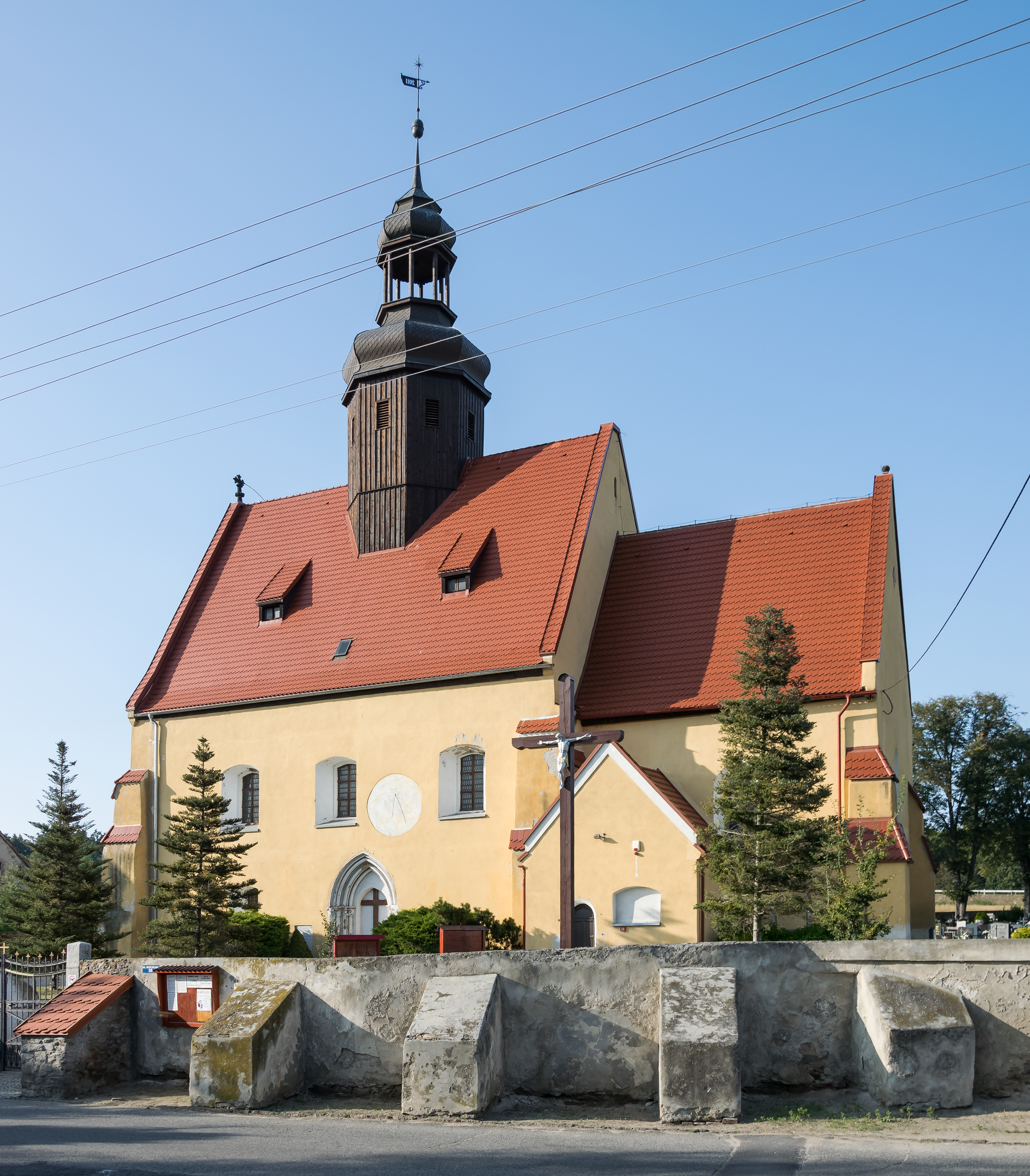
St. Johannes Baptist in Mościsko

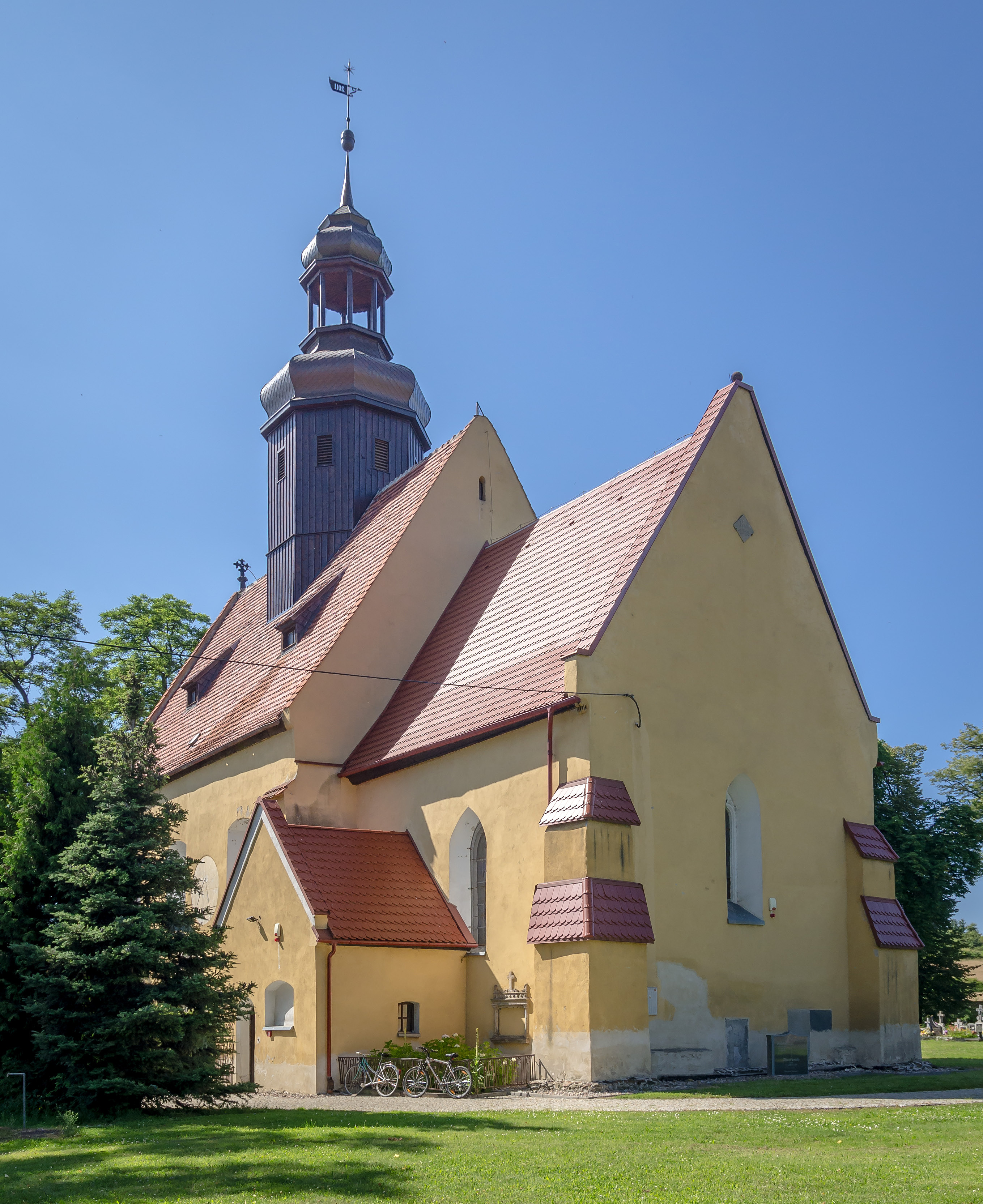
Seitenansicht

Die römisch-katholische Pfarrkirche St. Johannes der Täufer, kurz Johanneskirche (polnisch Kościół filialny św. Jana Chrzciciela) in Mościsko (deutsch Faulbrück) in der Woiwodschaft Niederschlesien geht auf eine Gründung des 13. Jahrhunderts zurück. Der heutige Bau stammt im Wesentlichen aus dem 14. bis 17. Jahrhundert. 1925 wurde die Kirche nach einem Brand wieder aufgebaut. Das Gotteshaus diente ursprünglich als Filialkirche der Pfarrkirche St. Anna in Gräditz. Die eigenständige römisch-katholische Pfarrei besteht seit 1972.

## Geschichte
Es ist anzunehmen, dass die Gründung der Kirche in der sogenannten Übergangsperiode von 1200 bis 1250 erfolgte. Ein Priester wurde 1268 bei einem Streit um die Parochialverhältnisse zwischen den Kaplänen Heinrich von Reichenbach und Joh. „de putrido ponte“ erstmals urkundlich erwähnt. 1290 fiel das Dorf an das  Breslauer Domkapitel zum Heiligen Kreuz. 1335 erwähnt das Zehntregister des Nuntius Galbardus auch eine Kirche in Faulbrück als „ecclesia de putrido ponte“. 1562 erfolgte unter Einbeziehung älterer Teile ein Neubau. Vor dem Dreißigjährigen Krieg war die Kirche vorübergehend evangelisch. Am 7. März 1654 wurde sie den Katholiken zurückgegeben. Im 18. und 20. Jahrhundert erfolgten Instandsetzungsmaßnahmen.
1886 erhielten die evangelischen Einwohner von Faulbrück an der Straße nach Schweidnitz einen eigenen Friedhof. Zuvor nutzten sie den katholischen Friedhof von Faulbrück gastweise. Ende des 19. Jahrhunderts gehörte das Kirchenpatronat dem Freiherrn von Richthofen und dem Leutnant Mothner in Faulbrück. Der Kirchenbrand von 1924 vernichtete die Holzdecke, den Turm, den Dachstuhl, die Glocken und die Orgel. Der Hochaltar konnte gerettet werden. Bereits 1925 begann der Wiederaufbau. Mit der Übernahme 1945 durch sowjetischen Truppen und polnische Administration wurde Faulbrück in Mościsko umbenannt. Die deutschen Einwohner wurden vertrieben und durch Polen ersetzt. Die römisch-katholische Pfarrei wurde 1972 neu gegründet und gehört zum Dekanat Dzierżoniów im Bistum Świdnica. Die Zweigkirche befindet sich in Nowizna.  

## Beschreibung

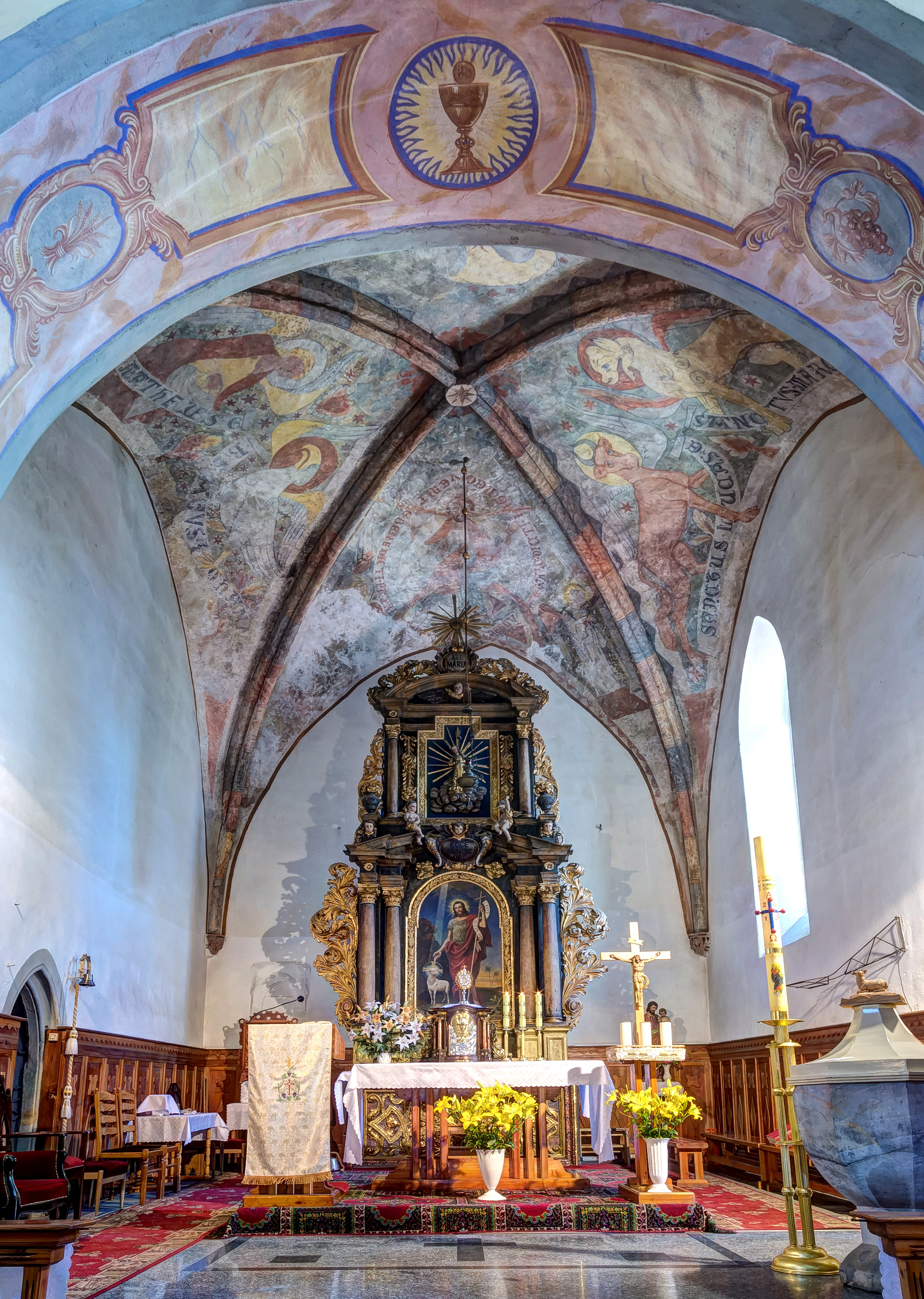
Chor mit Kreuzgewölbe

Der einjochige, quadratische und kreuzgewölbte Chor ist mit Strebepfeilern besetzt. Die Diagonalbogen sind Halbkreise, die Schildbogen Spitzbogen. Die beim Kirchenbrand von 1924 zerstörte Decke des Langhauses ruhte auf einem ausgeschnittenen Ständer aus Sattelholz von 1562. Das Ostfenster besitzt eine romanische Schräge. Das gotische Steinportal aus dem 14. Jahrhundert wird in den Ecken von Rundsäulen flankiert. Die Kapitäle sind mit Laubwerk verziert. Der Steintabernakel stammt aus dem Jahr 1300, der Renaissance-Altar im Chor aus dem 17. Jahrhundert.

## Geläut
Der Kirchturm beherbergte Ende des 19. Jahrhunderts ein dreistimmiges Geläut, das beim Kirchenbrand von 1924 verloren ging:
1. Größe: 88 cm, Inschrift: „o hilf got maria berot alles das wir begennen lass herrn gott in not gewenne“
2. Größe: 73 cm, Inschrift: „maria hilf got avm, o rer glorie veni cum pace“